# Jan Horský
Prof. RNDr. Jan Horský, DrSc. (13. dubna 1940 Špinov – 29. února 2012) byl český teoretický fyzik a vysokoškolský pedagog.

## Vědecká kariéra
Roku 1962 ukončil studium fyziky a matematiky na brněnské PřF Masarykovy univerzity. Hodnost kandidáta matematicko-fyzikálních věd získal léta 1970 na MFF UK v Praze; hodnost DrSc. v týchž vědách na MFF UK v roce 1980. Docenturu z teoretické fyziky získal na PřF MU obdržel roku 1973, profesorem v 1981. Americký biografický institut jej jmenoval Mužem roku 1997 („Man of the year 1997“).

## Pedagogická činnost
- teoretická mechanika
- teorie elektromagnetického pole
- kvantová teorie
- obecná teorie relativity
- kosmologie

## Vědecká a výzkumná činnost
- Tenzor energie a hybnosti pro elektromagnetické pole
- Zákony zachování v Obecné teorii relativity
- přesná řešení Einsteinových rovnic
- elektromagnetismus v obecné relativitě

## Publikace
- HORSKÝ, J., J. NOVOTNÝ a M. ŠTEFANÍK. Mechanika ve fyzice. Vydání první. Praha: Academia, 2001. 412 s. ISBN 80-200-0208-1.
- KLEPÁČ, P. a J. HORSKÝ. Charged universes of the Gödel type with closed timelike curves. Classical and Quantum Gravity. Bristol, UK: Institute of Physics Publishing, 2000, roč. 17, č. 13, s. 2547–2555. ISSN 0264-9381.
- HORSKÝ, J. Andrej Dmitrievic Sacharov. Československý časopis pro fyziku. Praha: Fyzikální ústav AV ČR, 2000, roč. 50, č. 1, s. 52–53. ISSN 0009-0700.
- RICHTEREK, L., J. NOVOTNÝ a J. HORSKÝ. New Einstein-Maxwell Fields of Levi-Civita's Type. Czechoslovak Journal of Physics. Praha: Academy of Science of the Czech Republic, 2000, roč. 50, č. 8, s. 925–948. ISSN 0011-4626.
- FIKAR, J. a J. HORSKÝ. Generating Conjecture and Einstein-Maxwell Field of Plane Symmetry. Czechoslovak Journal of Physics. Praha: Academy of Science, 1999, roč. 49, č. 10, s. 1423–1432. ISSN 0011-4626.
- ŠTEFANÍK, M. a J. HORSKÝ. Generating conjecture and some Einstein-Maxwell fields of high symmetry. Czechoslovak Journal of Physics. Praha: Academia, 1998, roč. 48, č. 1, s. 113–116. ISSN 0011-4626.
- HORSKÝ, J. Certainties of Relativistic Cosmology. In: Proceedings of the 20th Stellar Conference. Brno: NCOP, 1998. s. 19–25. ISBN 80-85882-08-6.
- HORSKÝ, J. Albert Einstein. Praha: Prometheus, 1997. 48 s. ISBN 80-719-6093-4.
- MITSKIEVICH, N. a J. HORSKÝ. Conformal Kerr-Schild Ansatz Holds for all Static Spherically Symmetric Space-times. Classical and Quantum Gravity. 1996, roč. 13, č. 9, s. 2603–2606. ISSN 0264-9381.
- HORSKÝ, J. a N. MITSKIEVICH. Kasner's Generalized Metric. Classical and Quantum Gravity. 1990, roč. 1990, č. 7, s. 1523. ISSN 0264-9381.
- HORSKÝ, J. a N. MITSKIEVICH. Killing vectors of vacuum space times and electromagnetic four potentials. Czechoslovak Journal of Physics. Praha: Academia, 1989, roč. 1989, B39, s. 957. ISSN 0011-4626.
- HORSKÝ, J. a O. ŠIPR. Some properties of Ge-roch's singularity. In: Scripta Facultatis Scientiarum Naturalia UJEP. Brno: UJEP, 1986. s. 279. 15. ISBN 80-210-1063-0.
- HORSKÝ, J. a J. NOVOTNÝ. Teoretická mechanika: obecné principy, tuhé těleso. První vydání. Praha: Státní pedagogické nakladatelství, 1985. 121 s.
- HORSKÝ, J. On some plane symmetric solutions in General Relativity. In: Proceedings from Einstein Centenary Simposium. Nagpur, India, 1981. s. 269. I.
- HORSKÝ, J. Ke dvěma problémům obecné teorie relativity. Praha: MFF UK, 1980. info
- HORSKÝ, J., J. NOVOTNÝ a P. LORENC. A Non-static Source of the Taub Solution of Einstein's Equations. Physics Letters. 1977, 63A, s. 779–780.
- HORSKÝ, J., E. ČUBARJAN a V. PAPOJAN. Stability of a Polytropic Plate in General Relativity. Bulletin of Astronomical Institutes of Czechoslovakia. 1976, č. 27.
- HORSKÝ, J. a M. LENC. A comment on the plane symmetric solution of Einstein Equations. Czechoslovak Journal of Physics. Praha: Academia, 1970, B20,9, s. 1053. ISSN 0011-4626.
- HORSKÝ, J. a J. NOVOTNÝ. The exact static exterior and interior metric of a thick plane plate. Journal of Physics A. 1969, č. 2, s. 251–256. ISSN 0305-4470.
- HORSKÝ, J. A Comment on Thin Shells in General Relativity. Physics Letters A. 1969, č. 28, s. 599. ISSN 0375-9601. info
- HORSKÝ, J. On the Rayski Formulation of the Laws of Conservation for the Exact Static Metric. Physics Letters. 1966, č. 22, s. 282.
- HORSKÝ, J. On the energy of gravitational field. Physics Letters. 1965, č. 17, s. 268. info